# Villabuena de Álava
Villabuena de Álava (baskijski: Eskuernaga) – gmina w Hiszpanii, w prowincji Araba, w Kraju Basków, o powierzchni 8,48 km². W 2011 roku gmina liczyła 319 mieszkańców.